# Tibitin transversalis
Tibitin transversalis är en sjöpungsart som beskrevs av Takasi Tokioka 1955. Tibitin transversalis ingår i släktet Tibitin och familjen Styelidae. Inga underarter finns listade i Catalogue of Life.